# النا بروگر
النا بروگر (به انگلیسی: Mansi Ahlawat،  زادهٔ ۲۱ اوت ۱۹۹۷) یک کشتی‌گیر آزادکار اهل کشور آلمان است.
از افتخارات وی می‌توان به کسب مدال برنز قهرمانی کشتی جهان ۲۰۲۴ اشاره کرد.